# Descanso discicollis
Descanso discicollis är en spindelart som först beskrevs av Władysław Taczanowski 1878.  Descanso discicollis ingår i släktet Descanso och familjen hoppspindlar. Inga underarter finns listade i Catalogue of Life.